# Happy Human

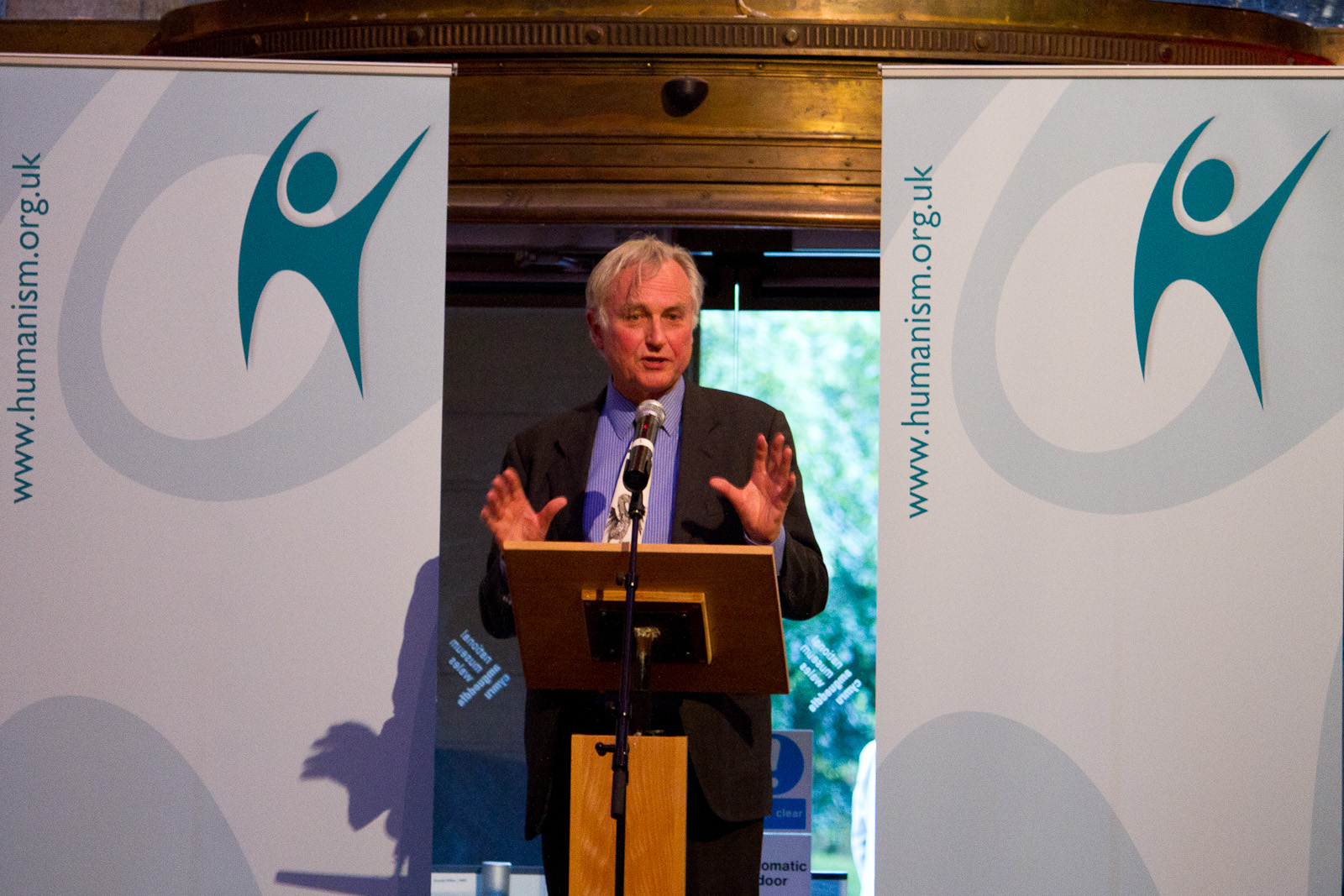
Richard Dawkins hält eine Rede auf der Jahresversammlung der Humanist UK.

Der Happy Human (deutsch: Glücklicher Mensch) ist ein Piktogramm, das als Symbol für den säkularen Humanismus genutzt wird. Es wurde von Dennis Barrington erschaffen und gewann einen Wettbewerb, der durch die Organisation Humanists UK (früher: British Humanist Association) im Jahr 1965 veranstaltet wurde. Heute werden viele verschiedene Formen dieses Symbols überall auf der Welt von humanistischen Organisationen, zum Beispiel Humanists International und der American Humanist Association (AHA) genutzt.
Die Rechte an diesem Symbol liegen weiterhin bei Humanists UK, welche die Nutzung des Symbols unter gutem Glauben durch humanistische Organisationen weltweit frei lizenziert.

## Herkunft
The Happy Human wurde als Antwort auf einen Wettbewerb der Humanists UK im Jahr 1965 geschaffen, nachdem viele Jahre lang diskutiert worden war, wie das Logo aussehen sollte. Nach einiger Zeit ohne Fortschritte unterstützte die Radiomoderatorin Margaret Knight eine populäre Bewegung unter den Mitgliedern von Humanists UK, ein solches Logo in Auftrag zu geben, was den Werbebeauftragten Tom Vernon veranlasste, einen Wettbewerb anzukündigen. Von den mehreren hundert Entwürfen aus verschiedenen Ländern, die in Betracht gezogen wurden, wurde Dennis Barringtons einfacher Entwurf wegen seines vermeintlichen Universalismus favorisiert. Innerhalb weniger Jahre hatte sich das Logo als Symbol des Humanismus, nicht nur der Humanisten in Großbritannien, herauskristallisiert und wurde von humanistischen Organisationen auf der ganzen Welt übernommen.
Seit den 1990er Jahren haben humanistische Gruppen lockerere, eher figurative Versionen des Happy-Human-Logos übernommen, wie die Logos, die von den Humanisterna (Schweden), dem Humanistischen Verband Deutschlands (Deutschland), der Freidenker-Vereinigung der Schweiz, der Union of Rationalist Atheists and Agnostics (Italien) und der Europäischen Humanistischen Föderation verwendet werden. Im Jahr 2017 brachte die British Humanist Association, aus der der Happy Human hervorgegangen ist, mit der Umbenennung in Humanists UK einen neuen, einzeiligen Zeichenstil für den Happy Human auf den Markt.

## Arten des Symbols

Originales Happy-Human-Symbol
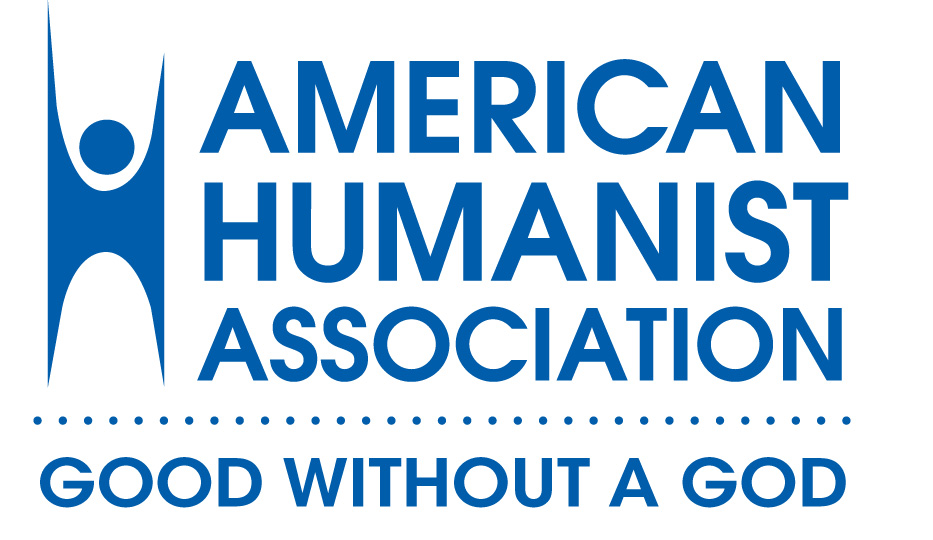
Logo der American Humanist Association
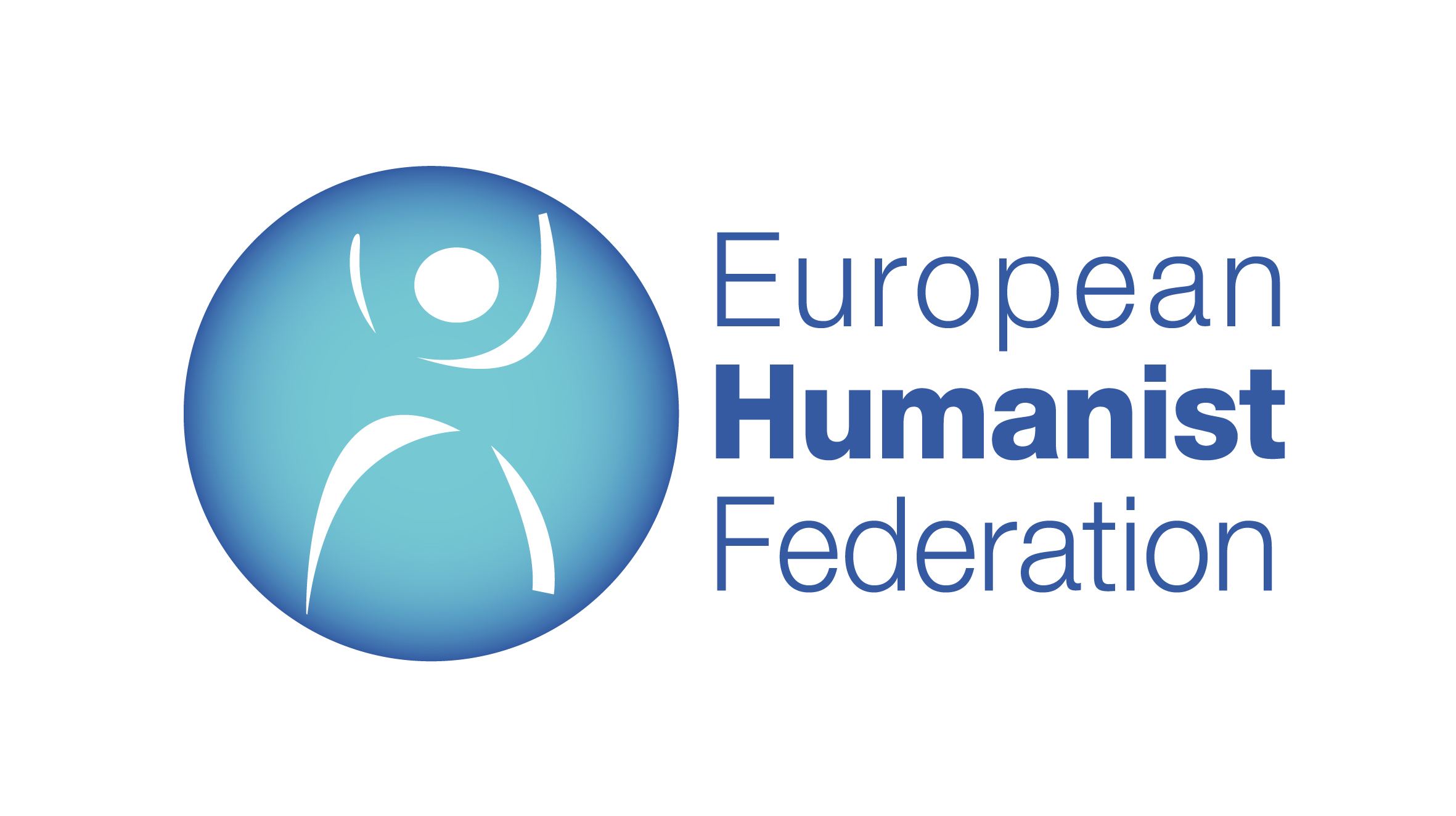
Logo der European Humanist Federation (aufgelöst)
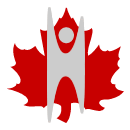
Logo der Humanist Canada
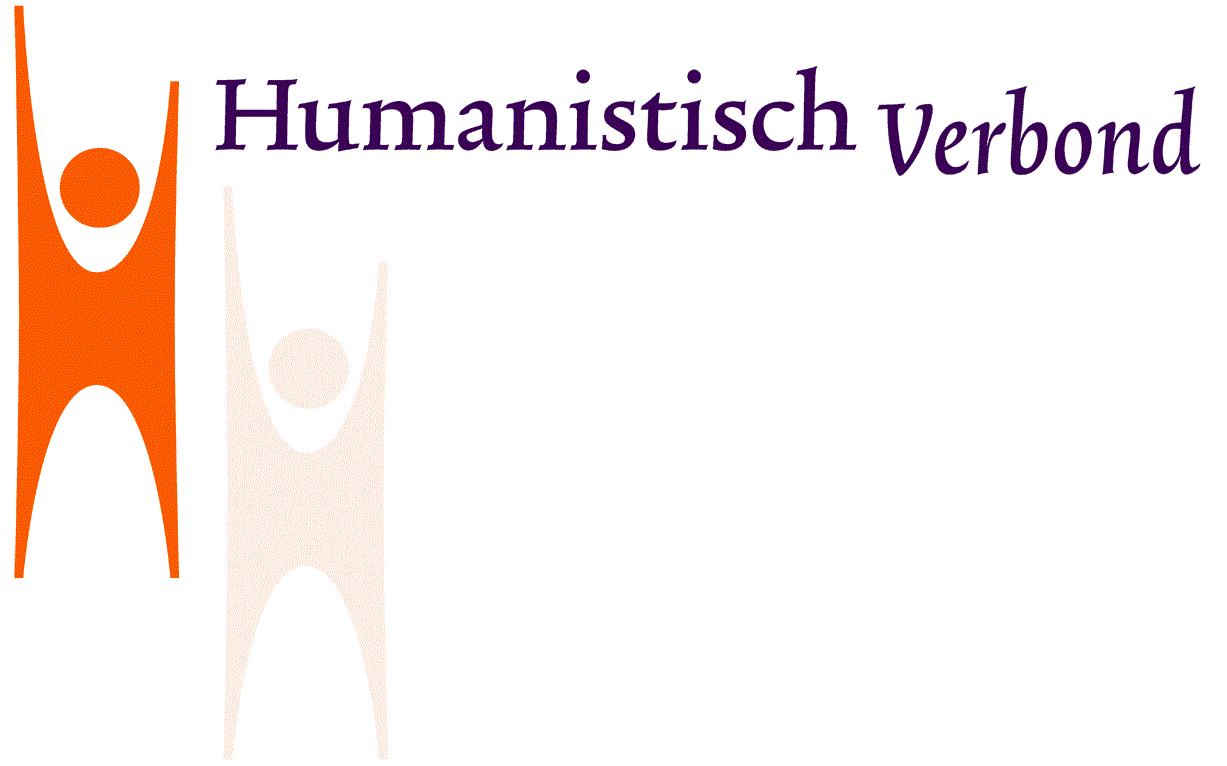
Ehemaliges Logo des Humanistischen Verbandes
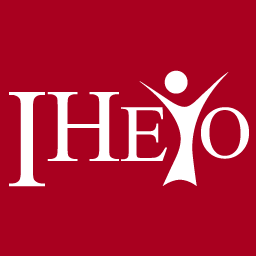
Logo des IHEYO (International Humanist Ethical Youth Organization)

## Organisationen, die das Symbol nutzen
- American Humanist Association (USA)
- Humanists UK (England, Wales und Nordirland)
- Council of Australian Humanist Societies (CAHS) (Australien)
- Romanian Secular-Humanist Association (ASUR) (Rumänien)
- LGBT Humanists UK
- Humanist Association of Ireland (Irland)
- Humanist Alliance Philippines International (HAPI)
- Humanist Canada (Kanada)
- Humanist Society of New Zealand (Neuseeland)
- Humanist Society Scotland (Schottland)
- Humanistisch Verbond (Niederlande)
- Freidenker-Vereinigung der Schweiz (Schweiz)
- Indian Humanist Union (Indien)
- Mumbai Rationalist Association (Indien)
- Institute for Humanist Studies
- International Humanist and Ethical Union
- Norwegian Humanist Association (Norwegen)
- Primera Iglesia Humanista de Puerto Rico (Puerto Rico)
- Siðmennt (Island)
- Swedish Humanist Association (Schweden)
- Union of Rationalist Atheists and Agnostics (Italien)
- Cyprus Humanist Association (Zypern)

Ehemalige:
- European Humanist Federation

## Organisationen, die ein ähnliches Symbol nutzen
- Council for Secular Humanism
- Institute for Humane Studies
- Humanistische Gemeinschaft Hessen
- Humanistischer Verband Österreich
- Humanistischer Verband Deutschlands